# Alfons Maria van Bourbon

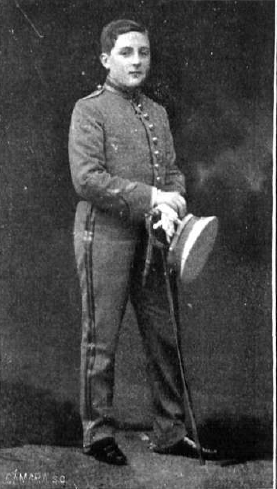
Infant Alfons in 1912

Alfonso Maria Leo Christinus Alfonso di Liguori Antonio Francesco Saverio van Bourbon, prins van Asturië (Koninklijk Paleis van Madrid, 30 november 1901 — Madrid, 3 februari 1964) was een prins uit het Huis Bourbon-Sicilië en een infant van Spanje.
Hij was de oudste zoon van Karel Maria van Bourbon-Sicilië en Maria de las Mercedes van Spanje. De Spaanse koning Alfons XII was zijn grootvader. Koning Alfons XIII was zijn oom. Zijn vader had, om lid te kunnen worden van het Spaanse koningshuis (en daarmee mogelijk rechten op de Spaanse troon te verwerven voor hemzelf, of zijn kinderen) afstand moeten doen van de - theoretische - rechten op de Napolitaanse troon en op de positie van hoofd van het Huis Bourbon-Sicilië, die hem als oudste zoon toekwam.
Alfons trad op 16 april 1936 in het huwelijk met Alice van Bourbon-Parma, een dochter van Elias en Maria Anna van Oostenrijk. Het paar kreeg de volgende kinderen:
- Theresa (1937)
- Carlos (1938-2015)
- Inés Maria (1940)

Na de dood van zijn oom Ferdinand claimde Alfons het hoofdschap van het Huis van Bourbon-Sicilië en nam de titel van hertog van Calabrië aan; hij claimde ook het Grootmeesterschap van de Napolitaanse obediëntie van de Heilige Militaire Constantijnse Orde van Sint-Joris. Deze claims werden onmiddellijk betwist door zijn oom Reinier, die meende dat Karel Maria afstand had genomen van zijn rechten voor hem én zijn nazaten. Binnen de familie werd de claim van Reinier over het algemeen als rechtsgeldig aanvaard. Niettemin bleef Alfons aanspraken maken op de titel. Deze aanspraken werden na zijn overlijden voortgezet door zijn zoon Carlos; zij werden op 8 maart 1987 erkend door zijn neef, koning Juan Carlos.